# Tzitzifés
Tzitzifés, en grec moderne : Τζιτζιφές, est un village du dème d'Apokóronas, dans le district régional de La Canée, de la Crète, en Grèce. Selon le recensement de 2011, la population de Tzitzifés compte 143 habitants.
Le village est situé à une altitude de 255 mètres.